# カルフーン郡 (フロリダ州)
カルフーン郡（カルフーンぐん、英: Calhoun County）は、アメリカ合衆国フロリダ州の西部に位置する郡である。2010年国勢調査での人口は14,625人であり、2000年の13,017人から12.4%増加した。郡庁所在地はブラウンツタウン市（人口2,514人）であり、同郡で人口最大の都市でもある。

## 歴史

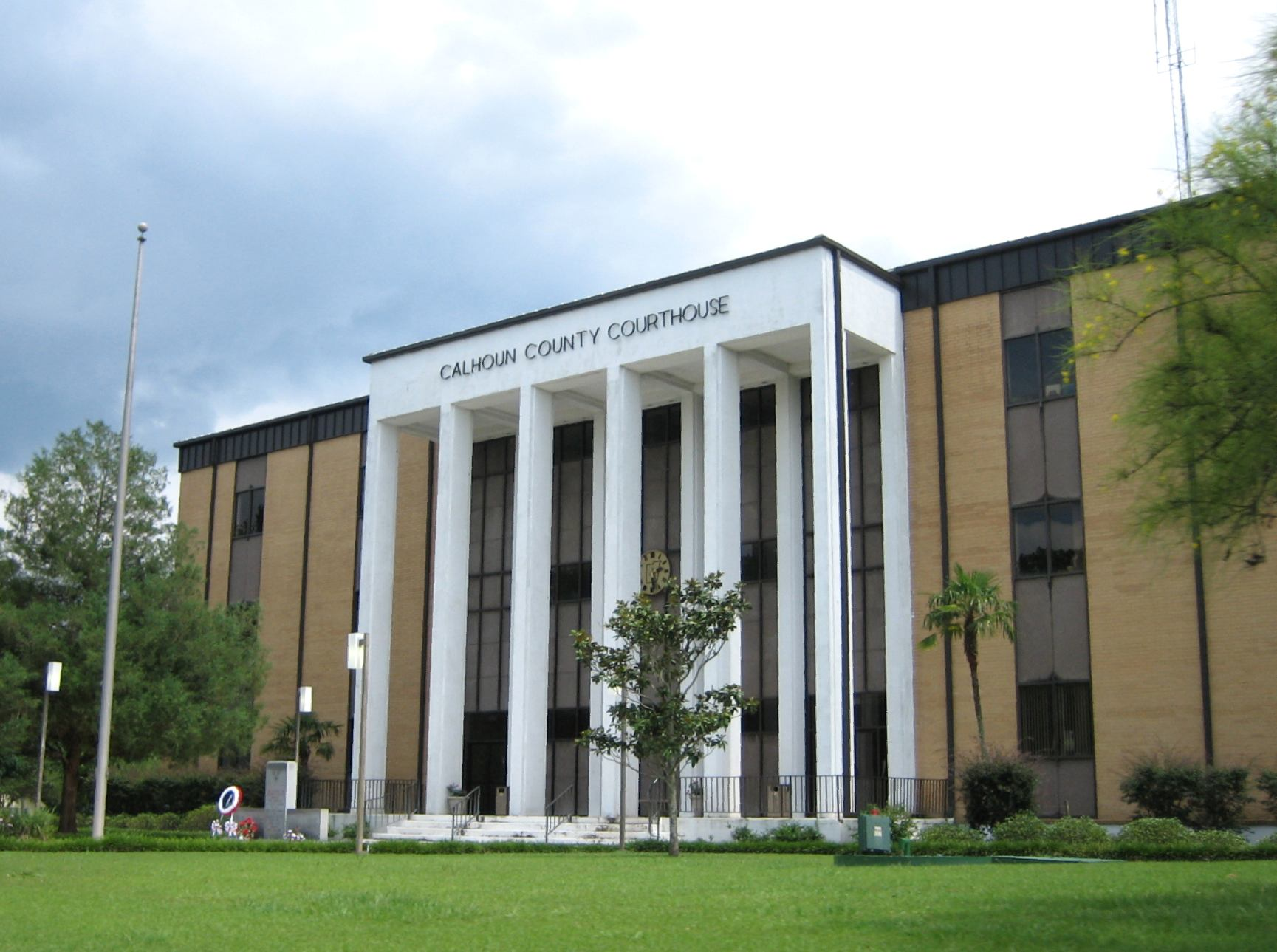
ブラウンツタウン市にあるカルフーン郡庁舎

カルフーン郡は1838年に設立された。郡名はサウスカロライナ州選出アメリカ合衆国上院議員、ジョン・クインシー・アダムズとアンドリュー・ジャクソン両大統領の政権で第7代アメリカ合衆国副大統領を務めたジョン・カルフーンに因んで名付けられた。フロリダ・パンハンドル地域に共通して、アラバマ州、ジョージア州、ミシシッピ州など南部の文化や生活習慣を維持する傾向が強い。これはフロリダ州中部や南部が大量の移民・移住者を受け入れてその影響を受けているのと対照的である。

## 地理
アメリカ合衆国国勢調査局に拠れば、郡域全面積は574.34平方マイル (1,487.5 km2)であり、このうち陸地567.31平方マイル (1,469.3 km2)、水域は7.03平方マイル (18.2 km2)で水域率は1.22%である。郡の東側境界はアパラチコラ川が流れている。郡中央はチポラ川で二分され、渓流ルック・アンド・トレンブルがある。

### 隣接する郡
- ジャクソン郡 - 北
- ガズデン郡 - 北東
- リバティ郡 - 東
- ガルフ郡 - 南
- ベイ郡 - 西

## 人口動態
以下は2000年の国勢調査による人口統計データである。
| 基礎データ - 人口: 13,017人 - 世帯数: 4,468 世帯 - 家族数: 3,132 家族 - 人口密度: 9人/km2（23人/mi2） - 住居数: 5,250軒 - 住居密度: 4軒/km2（9軒/mi2） 人種別人口構成 - 白人: 79.87% - アフリカン・アメリカン: 15.79% - ネイティブ・アメリカン: 1.26% - アジア人: 0.53% - 太平洋諸島系: 0.05% - その他の人種: 1.04% - 混血: 1.45% - ヒスパニック・ラテン系: 3.78% | 年齢別人口構成 - 18歳未満: 23.2% - 18-24歳: 9.0% - 25-44歳: 31.5% - 45-64歳: 22.3% - 65歳以上: 14.0% - 年齢の中央値: 36歳 - 性比（女性100人あたり男性の人口） - 総人口: 117.2 - 18歳以上: 120.8 世帯と家族（対世帯数） - 18歳未満の子供がいる: 32.5% - 結婚・同居している夫婦: 52.3% - 未婚・離婚・死別女性が世帯主: 13.5% - 非家族世帯: 29.9% - 単身世帯: 26.5% - 65歳以上の老人1人暮らし: 12.4% - 平均構成人数 - 世帯: 2.53人 - 家族: 3.02人 | 収入と家計 - 収入の中央値 - 世帯: 26,575米ドル - 家族: 32,848米ドル - 性別 - 男性: 26,681米ドル - 女性: 21,176米ドル - 人口1人あたり収入: 12,379米ドル - 貧困線以下 - 対人口: 20.0% - 対家族数: 14.8% - 18歳未満: 23.6% - 65歳以上: 20.4% |

## 都市と町

### 法人化自治体
- アルサ町
- ブラウンツタウン市 - 郡庁所在地

### 未編入の町
| - エイブスプリングス - ブロードブランチ - チェイソン - チポラ - コックス - ユーファラ | - フィッシャーコーナー - フリンク - ガスキンズ - ヘンダーソンミル - アイオリー - キナード | - レナーズ - メアリーズビル - マクニール - ニューホープ - オチーシーランディング - オチースールガ | - パインアイランド - ローリンズコーナー - スコッツフェリー - セルマン - ウィリス |

## 政治
パンハンドルの他郡と同様にカルフーンは、アメリカ合衆国大統領選挙や同下院議員選挙では共和党候補を強く支持する傾向があるが、地方選挙や州の選挙では時として保守派民主党候補を推すこともある。
| 年     | 共和党 | 民主党 | その他 |
| ------ | ------ | ------ | ------ |
| 2008年 | 69.4%  | 29.1%  | 1.6%   |
| 2004年 | 63.4%  | 35.5%  | 1.1%   |
| 2000年 | 55.5%  | 41.7%  | 2.9%   |
| 1996年 | 41.3%  | 43.1%  | 15.6%  |
| 1992年 | 37.6%  | 36.4%  | 26.1%  |
| 1988年 | 64.0%  | 35.1%  | 0.9%   |

### 政府関連
- Calhoun County Board of County Commissioners
- Calhoun County Supervisor of Elections
- Calhoun County Property Appraiser
- Calhoun County Sheriff's Office
- Calhoun County Tax Collector

### 特殊地区
- Calhoun County School District
- Northwest Florida Water Management District

### 司法関連
- Calhoun County Clerk of Courts
- Circuit and County Court for the 14th Judicial Circuit of Florida serving Bay, Calhoun, Gulf, Holmes, Jackson and Washington counties

### 観光
- Calhoun County Chamber of Commerce

座標: 北緯30度25分 西経85度12分 / 北緯30.41度 西経85.20度